# 桜町病院
桜町病院（さくらまちびょういん）は、東京都小金井市桜町一丁目にある病院。1939年 （昭和14年）、カトリック司祭で医師である戸塚文卿によって設立された。

## 沿革

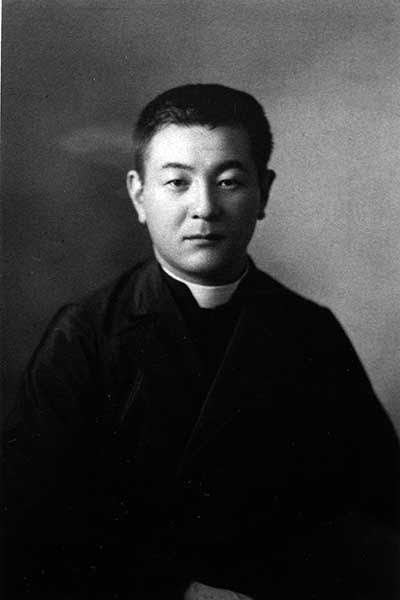
桜町病院創立者・戸塚文卿

桜町病院は1925年（大正14年）、戸塚文卿が荏原郡品川（現・品川区）に創業した「聖ヨハネ汎愛医院」を前身に持ち、それを発展させた形で1939年（昭和14年）に設立したが落成目前で戸塚が逝去し、残されたスタッフの一人である岡村ふくが遺志を受け継いで発展させた。岡村は1944年（昭和19年）、病院運営のために「福音史家聖ヨハネ布教修道会」を創立した。

## 診療科
- 内科
- 循環器内科
- 呼吸器内科
- 消化器内科
- 糖尿病・代謝内科
- 精神・神経科
- 小児科
- 外科
- 整形外科
- 脳神経外科
- 産婦人科
- 眼科
- リハビリテーション科
- ホスピス科
- 麻酔科

## 医療機関の指定・認定
（下表の出典）
| 保険医療機関                                   | 難病の患者に対する医療等に関する法律に基づく指定医療機関                   |
| 労災保険指定医療機関                           | 原子爆弾被害者一般疾病医療取扱医療機関                                     |
| 指定自立支援医療機関（精神通院医療）           | 在宅療養支援病院                                                           |
| 身体障害者福祉法指定医の配置されている医療機関 | 無料低額診療事業実施医療機関                                               |
| 精神保健指定医の配置されている医療機関         | 難病の患者に対する医療等に関する法律に基づく指定医の配置されている医療機関 |
| 生活保護法指定医療機関                         |                                                                            |

- 公益財団法人日本医療機能評価機構認定病院[3]

## 交通アクセス
- JR中央本線「武蔵小金井駅」から徒歩約15分又は西武バス乗車、「桜町病院」停留所下車徒歩3分[4]
- JR中央本線「東小金井駅」から小金井市コミュニティバス（CoCoバス）乗車、「桜町病院入口」停留所下車徒歩約5分[4]